# Sat Thai
Sat Thai (auch: Sart Thai, Offizieller Name: Thai วันสารทไทย – Wan Sat Thai) ist ein traditionelles Fest, das in Thailand am Neumond-Tag am Ende des 10. Monats im thailändischen Mondkalender gefeiert wird. Es ist jedoch kein öffentlicher Feiertag.

## Wortherkunft
Sat (auch: Sart; Thai: ศารท, สารท oder สาท) stammt von dem Pali-Wort sārada ab, welches Saison oder Herbstzeit bedeutet. Es bezieht sich auf die Zeit, „in der das Korn die Ähre füllt“.

## Brauchtum
Bis in die 1930er Jahre war die Pithi Sart (Thai: พิธีศารท) eine königliche Zeremonie, die ausschließlich innerhalb des Königs-Palastes gefeiert wurde.
Sie geht auf ein brahmanisches Erntefest (Erntedankfest) zurück, das angeblich von Nang Noppamat, einer Gespielin König Ramkhamhaengs, eingeführt wurde. Während der Ayutthaya- und der frühen Bangkok-Periode wurde die Zeremonie wie folgt ausgeführt:
1. Während des dreitägigen Festes rezitieren die Mönche in den königlichen Klöstern besondere Texte für das Wohlergehen des Königs und des Königreiches.
2. In einem Pavillon im Palastgarten bringen brahmanische Priester den hinduistischen Göttern Opfer dar.
3. Zum Khao Thip (Thai: ข้าวทิพย์ – Mischen des „Himmlischen Reises“, also Essen für die Götter) werden acht weitere Pavillons im Palastgarten errichtet. Jeder Pavillon ist von einem so genannten „Rachawat-Zaun“ umgeben mit mehrstufigen Schirmen, um böse Einflüsse abzuwenden. In den vier Ecken stehen Devatā-Statuen, denen zu Beginn Kerzen und Räucherwerk dargebracht werden.
4. In der Mitte eines jeden Pavillons befindet sich eine etwa 1 Meter große Pfanne. 32 junge Frauen der königlichen Familie füllen dahinein die Zutaten zum Himmlischen Reis und vermengen sie. Die Zutaten bestehen neben Reis auch aus weiterem Getreide, das im Königreich angebaut wird, aus Früchten, Säften, Honig, Milch, Butter und Wasser.
5. Während die jungen Damen die Mischung mit großen Holzlöffeln rühren, rezitieren einige Mönche aus den heiligen Texten.
6. Anschließend wird vom König eine Proklamation verlesen, in der alle Anwesende aufgefordert werden, sich im Geiste der Freundlichkeit und Nächstenliebe ihren Aufgaben zu widmen. Die Proklamation endet mit dem Wunsch, dass Glauben in den Buddha, seine Lehre und den buddhistischen Orden (Sangha) Gesundheit und Glück bringen möge. Segenswünsche für das Gedeihen des Reiches werden sodann ausgesprochen.
7. Die fertige Speise wird an den folgenden Tagen an den König, die königliche Familie und Beamte, an die Geister der Toten und an die Mönche verteilt.

Heute nennt man diese Mischung, die damals so aufwendig hergestellt wurde, Kraya-Thip (Thai: กระยาทิพย์, auch Kraya-Sart – กระยาสารท). Es ist eine Süßigkeit aus Reis, Zuckerrohr-Sirup, Honig, Erdnüssen und/oder Sesam. Sie wird speziell für das Sart-Thai-Fest gemacht.

## Heutige Bedeutung
Die ursprüngliche Bedeutung der Feierlichkeiten als Erntedank-Fest ging im Laufe der Jahrhunderte verloren. Heute wird das Sart-Thai-Fest fast nur noch im ländlichen Thailand gewürdigt. Es ist heute ein Tag, der verstorbenen Verwandten zu gedenken und eine Gelegenheit zum Tham Bun (Thai: ทำบุญ). Bilder der Verstorbenen zu Hause oder die angebrachten Bilder an Urnengräbern der Verstorbenen werden gesäubert und mit frischen Blumengirlanden geschmückt. Es werden Kerzen und Rauchstäbchen vor den Bildern entzündet, dann erfolgt ein Gebet und mit einem Wai verabschiedet man sich von den Verstorbenen. Auch im Wat wird mit gemeinsamen Gebeten der Toten gedacht.